# Städtebund Die Hanse
Der Städtebund Die Hanse (früher auch Neue Hanse; Eigenschreibweise: Städtebund DIE HANSE) wurde 1980 in Zwolle durch Vertreter ehemaliger Hansestädte gegründet, um „das gemeinsame Erbe der Hansezeit neu zu beleben“. Mit fast 200 Mitgliedsstädten und -gemeinden ist der Städtebund Die Hanse die größte freiwillige Städtegemeinschaft der Welt. Ziel der multilateralen Gemeindepartnerschaft ist die Fortführung der grenzüberschreitenden  Tradition der Hanse als Beitrag zur europäischen Einigung. Um dem Ziel näher zu kommen, wurden Projekt- und Arbeitsgruppen gebildet, die sich unter anderem um ein gemeinsames Tourismusmarketing, mit der Umsetzung der UN-Nachhaltigkeitsziele und um einen fairen Umgang im traditionellen Fernhandel kümmern.

## Geschichte

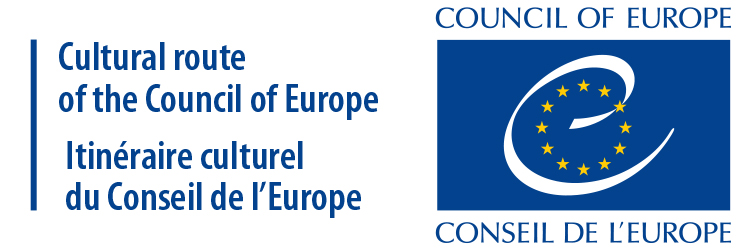
Die Hanse ist seit 1991 Kulturroute des Europarates.

Der Städtebund Die Hanse knüpft an die Tradition der länderübergreifenden Zusammenarbeit der mittelalterlichen Hanse an. Seinen Anfang nimmt der Städtebund im Jahr 1980 in der niederländischen Hansestadt Zwolle. Anlässlich des 750-jährigen Jubiläums der Stadt lud sie Vertreter von 43 ehemaligen Hansestädten zu einem Hansetag zusammen. Im Anschluss daran wurde der Städtebund Die Hanse ins Leben gerufen und die jährliche Ausrichtung eines Hansetages vereinbart. Das Ziel der Delegierten war es, die „Hanse als historische Lebens- und Kulturgemeinschaft in den Hansestädten“ zu bewahren und „die dauerhafte Friedensordnung in Europa zu unterstützen“. Im Laufe seines Bestehens hat sich das Netzwerk des Städtebundes aus fast 200 Städten und Gemeinden beständig vertieft und erweitert. Besonders durch den Beitritt der mittelosteuropäischen ehemaligen Hansestädte nach dem Zusammenbruch des Ostblocks stieg die Mitgliedszahl rapide an. So wurde 1992 der 12. Internationale Hansetag zum ersten Mal östlich des ehemaligen Eisernen Vorhangs im estnischen Tallinn ausgerichtet. In den 1990er Jahren finanzierte der Städtebund in einer Solidaritätsaktion der Hansestädte die Restaurierung der Sankt Nikolaus-Kathedrale im russischen Weliki Nowgorod. Am Haupteingang der Kirche erinnern die Namen der beteiligten Städte daran. Seit dem Jahr 1991 ist Die Hanse als Kulturroute des Europarates zertifiziert. Nach dem Jakobsweg nach Santiago de Compostela ist Die Hanse damit die zweitälteste Kulturroute des Europarates.
Wegen des russischen Angriffskrieges gegen die Ukraine beschloss die Delegiertenversammlung des Städtebundes 2022 einstimmig, die russischen und belarussischen Mitgliedsstädte auf unbestimmte Zeit von den Aktivitäten des Städtebundes auszuschließen. Ein vollständiger Ausschluss der Städte wurde nicht beschlossen. In einer Stellungnahme bekräftigte der Städtebund seine Absicht, „die Kommunikation mit unseren Hansestädten in Russland und Belarus nicht vollständig [abzubrechen]“.

## Organisation

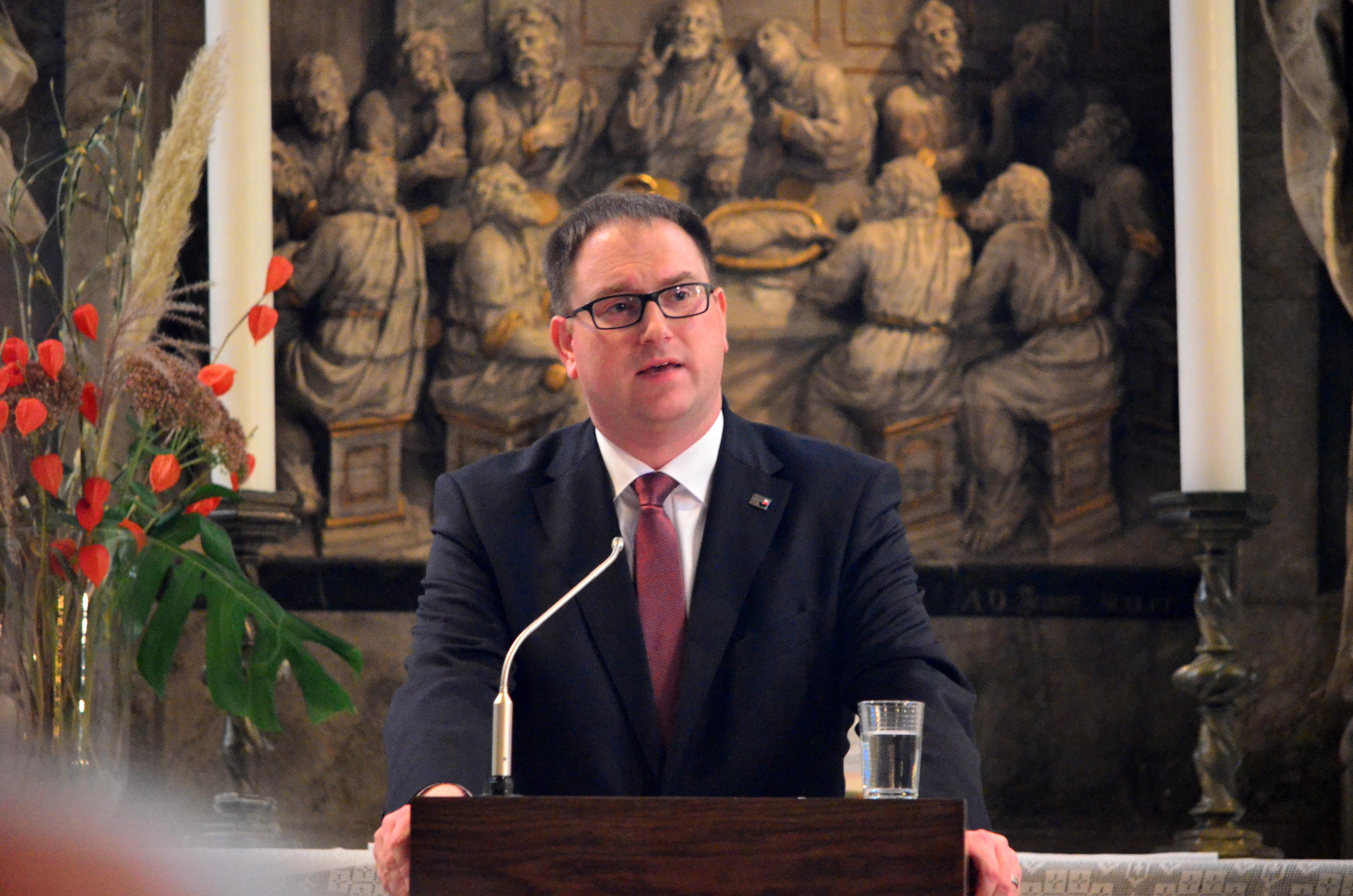
Jan Lindenau, als Vormann der Hanse bei einem Vortrag in der Martinikirche in Braunschweig, 1. Oktober 2019

### Der Städtebund
Der Städtebund Die Hanse nimmt auf Antrag Städte auf, die Mitglied der historischen Hanse waren oder die Kontore bzw. Niederlassungen der Hanse beherbergten. Oberstes Organ ist eine Delegiertenversammlung, in der jede Stadt eine Stimme hat. Die Delegiertenversammlung ist unabhängig von der Anzahl vertretener Städte beschlussfähig und entscheidet mit der Mehrheit der Anwesenden. Die Delegiertenversammlung entscheidet über Satzungsänderungen, Aufnahme und Ausschluss von Städten, Wahl des Präsidiums und über die Zulassung von Projekten. Das Präsidium besteht aus dem Präsidenten und vier Vertretern, die aus mindestens drei Ländern stammen sollen. Der Präsident, der den Titel Vormann trägt, ist laut Satzung der Bürgermeister der Stadt Lübeck, seit 2018 Jan Lindenau (SPD). Die Vertreter werden von der Delegiertenversammlung gewählt;  2024 waren sind dies Inger Harlevi, die Präsidentin des Provinziallandtages der Insel Gotland (für die Stadt Visby), Christof Bartsch, der Bürgermeister von Brilon, Jānis Rozenbergs, Bürgermeister der Stadt Cēsis und Peter Snijders, Bürgermeister der Stadt Zwolle. Die Kommission umfasst die Vertreter von fünf deutschen Städten sowie je einer Stadt aus jedem Land, in dem es aktive Mitglieder des Städtebundes Die Hanse gibt (zurzeit Belgien, Estland, Finnland, Frankreich, Island, Lettland, Litauen, Niederlande, Norwegen, Polen, Schottland, Schweden und das Vereinigte Königreich). Wegen des Krieges in der Ukraine sind die Vertreter Russlands und Belarus´ von der Teilnahme an Kommissionssitzungen ausgeschlossen. Die Kommission bereitet die Hansetage vor und schlägt Kandidaten für das Präsidium vor. Die Arbeitssprachen des Städtebundes Die Hanse sind Deutsch und Englisch.
Das Hansebüro ist für die Geschäftsführung zuständig und hat seinen Sitz im Lübecker Rathaus.

### Die Youth Hansa
Die Youth Hansa ist die Jugendorganisation des Städtebunds Die Hanse. Sie besteht seit dem Jahr 1998 und verfolgt das Ziel „junge Menschen für das hansische Erbe zu sensibilisieren und einen internationalen und interkulturellen Austausch zwischen ihnen zu ermöglichen“. Jungen Menschen im Alter von 15 bis 26 steht laut Satzung die Teilnahme an der Youth Hansa frei. Die Kommunikation innerhalb der Youth Hansa findet auf Englisch statt. Zu jedem Internationalen Hansetag entsendet die Youth Hansa in Absprache mit den jeweiligen Mitgliedsstädten Delegierte. Die Youth Hansa besitzt als eigenständiges Organ des Städtebunds Die Hanse eine eigene Satzung. Darüber hinaus veranstaltet die Youth Hansa eigene kleinere Treffen in den Hansestädten und entwickelt Projekte zum Thema Völkerverständigung. Die Organisation der Youth Hansa ist an die des Städtebundes angelehnt. Auch sie besitzt eine Delegiertenversammlung aus Delegierten der Hansestädte, die einmal jährlich auf dem Internationalen Hansetag zusammenkommt. Der Bewerbungsprozess, um Delegierter einer Mitgliedsstadt auf dem Hansetag zu werden, ist nicht einheitlich geregelt und unterscheidet sich von Stadt zu Stadt. Die Delegiertenversammlung fasst laut Satzung Beschlüsse mit einfacher Mehrheit. Die Satzung der Youth Hansa kann hingegen nur mit einer Zwei-Drittel-Mehrheit geändert werden. Ebenfalls verfügt die Youth Hansa über eine eigene Kommission. Diese besteht aus fünf Personen und dient der Koordinierung der Youth Hansa und vertritt diese außerhalb der Hansetage. Die Kommission wählt einen Sprecher, der die Youth Hansa bei offiziellen Treffen des Städtebundes Die Hanse vertritt. Derzeit ist dies Rachid Hamdaoui aus Neuss (Stand 14. Mai 2024). Die aktuelle Kommission wurde 2022 auf dem Hansetag in Neuss gewählt und wird bis zum Hansetag 2024 in Danzig im Amt bleiben.

### Kulturroute des Europarates Die Hanse
Seit 1987 zertifiziert der Europarat reale oder virtuelle Verbindungen zwischen Orten in Europa als Kulturrouten, um Menschen und Orte in Netzwerken geteilter Geschichte und geteilten Erbes zusammenzuführen. Dies dient dem Zweck, den interkulturellen Dialog innerhalb Europas sowie den transnationalen Tourismus zu fördern. Seit 1991 ist Die Hanse als eine solche Kulturroute ausgewiesen. Rechtlicher Träger der Kulturroute Die Hanse ist der HanseVerein e. V., da der Städtebund an sich nicht rechtsfähig ist.

## Veranstaltungen

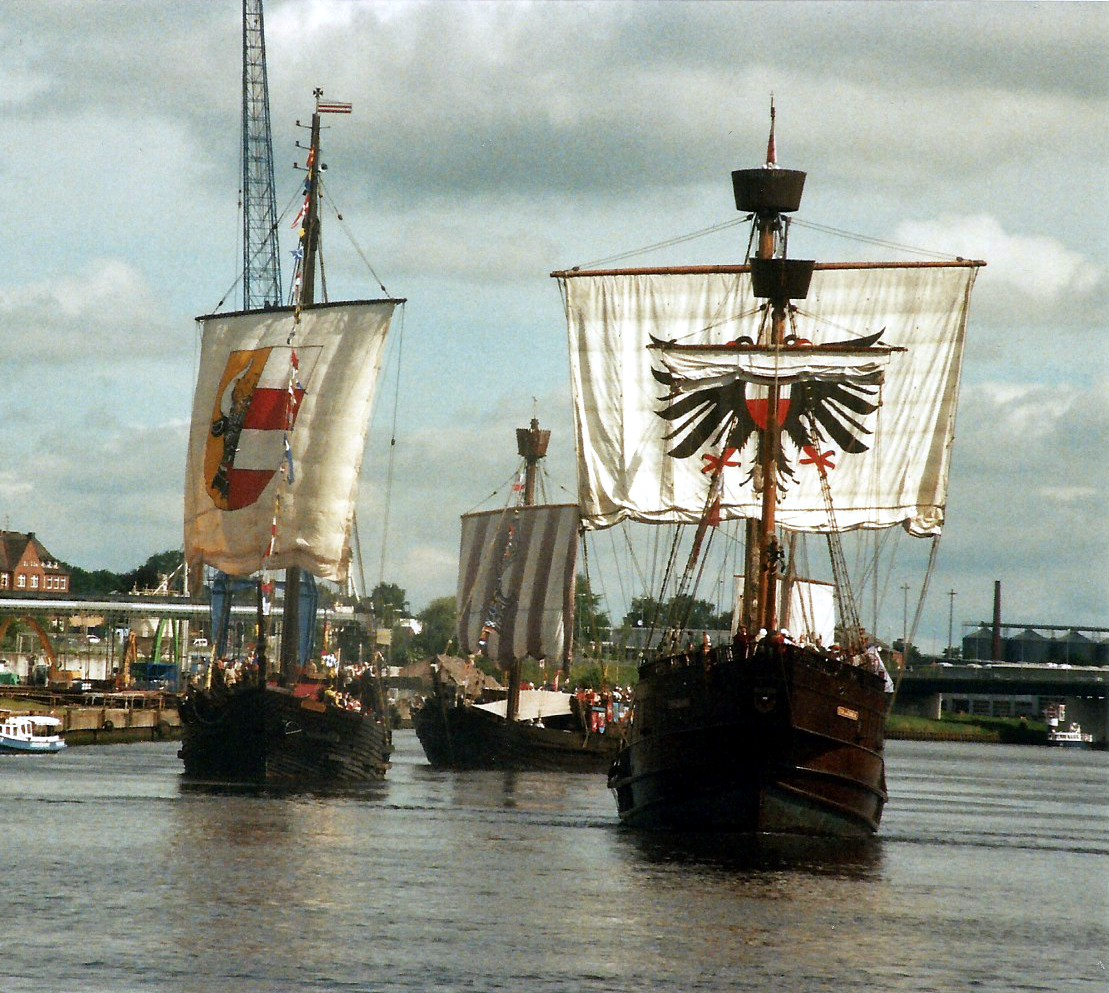
34. Internationaler Hansetag in Lübeck, 2014

### Internationaler Hansetag

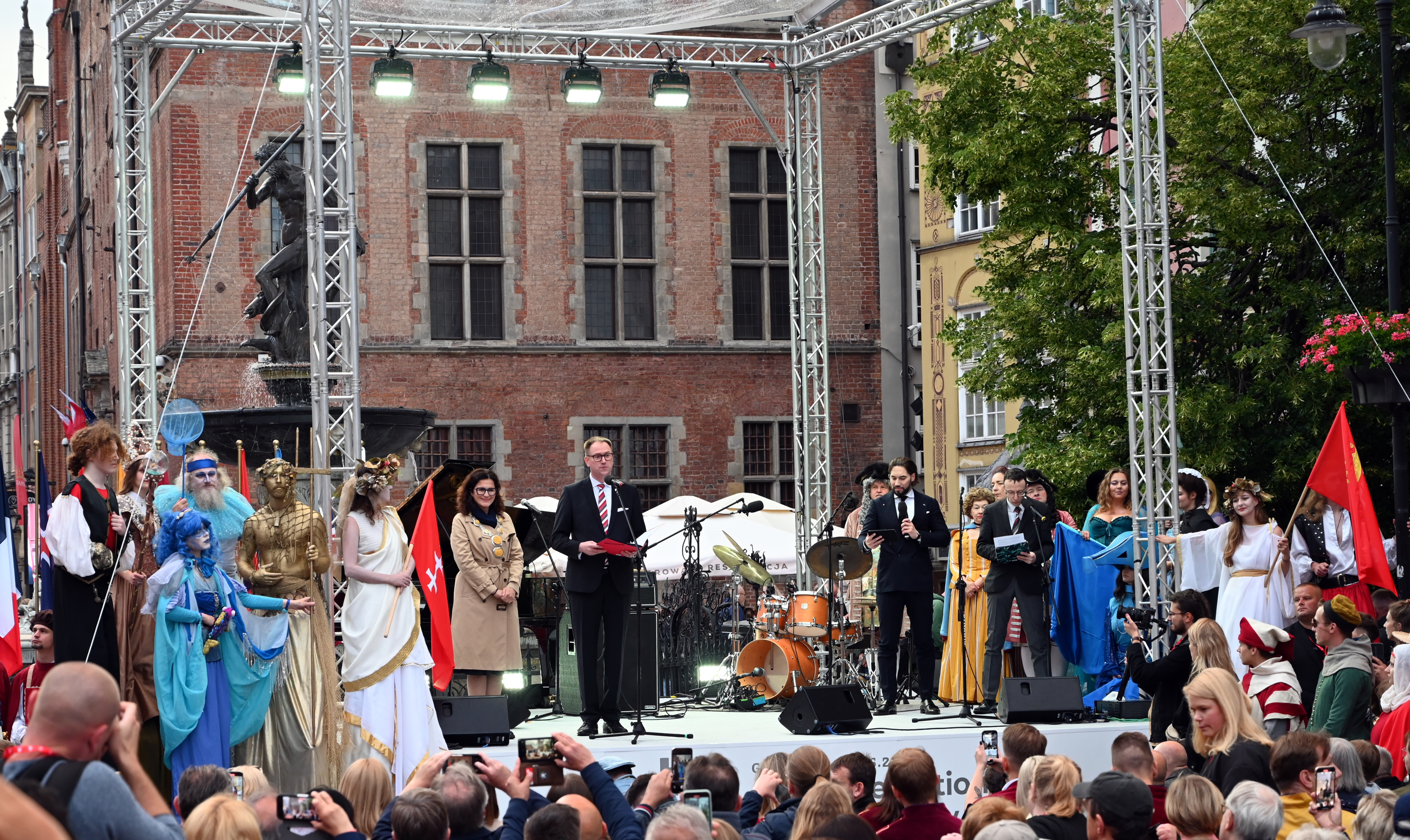
Danzig, 13. Juni 2024: Eröffnungsveranstaltung des 44. Hansetages der Neuzeit. Links auf dem Podest Aleksandra Dulkiewicz, Stadtpräsidentin Danzigs. Rechts neben ihr Jan Lindenau, Bürgermeister von Lübeck und Vormann der Neuen Hanse, bei seiner Eröffnungsansprache

In Anlehnung an die Hansetage bzw. Tagfahrten der mittelalterlichen Hanse veranstaltet der Städtebund Die Hanse jedes Jahr einen Internationalen Hansetag der Neuzeit als Großereignis mit bis zu 500.000 Besuchern wie beim 34. Hansetag 2014 in Lübeck.
Jedes Jahr findet der Hansetag in einer anderen Hansestadt statt und wird von der jeweiligen Ausrichterin mit Unterstützung des Hansebüros in Lübeck organisiert. Der Internationale Hansetag beinhaltet ein weites Programm bestehend aus zahlreichen Aktivitäten, Märkten und Ausstellungen, das von Jahr zu Jahr variiert. Viele Hansestädte sind mit einem eigenen Stand auf dem sogenannten Hansemarkt vertreten, auf dem lokale Speisen und Produkte sowie Reiseangeboten beworben werden. Auch Musik und Tanz- und Musikgruppen aus den Hansestädten treten auf. Aufgrund der Coronapandemie mussten die Hanstage 2021 in Riga und 2020 in Brilon vorwiegend digital stattfinden. Anders als beim Tag der Hanse (s. u.) treten auf dem Internationalen Hansetag die Gremien des Städtebundes zusammen und fassen gemeinsame Beschlüsse.

### Tag der Hanse
Jedes Jahr feiert der Städtebund Die Hanse am dritten Wochenende im Mai den Tag der Hanse. Zu diesem Anlass finden in den Mitgliedsstädten eine Vielzahl an Aktivitäten zum Thema „Hanse“ statt. Dazu zählen etwa historische Stadtführungen, Ausstellungen, Musikveranstaltungen oder Bastelworkshops. Die jeweiligen Städte gestalten ihr Programm eigenständig, wobei nicht alle Mitgliedsstädte des Städtebundes am Tag der Hanse eigene Veranstaltungen anbieten. Im Gegensatz zum Internationalen Hansetag findet der Tag der Hanse dezentral in den jeweiligen Städten statt. Auch treten die Gremien des Städtebundes hier nicht zusammen und es werden keine Beschlüsse den gesamten Städtebund betreffend gefasst.

## Mitgliedsstädte
Belarus
Seit dem Russischen Überfall auf die Ukraine 2022 sind die beiden belarussischen Städte von allen Aktivitäten ausgeschlossen.
- Polazk (Plotzkow)
- Wizebsk

Belgien
- Brügge

Deutschland
- Ahlen
- Alfeld (Leine)
- Anklam
- Attendorn
- Bad Iburg
- Balve
- Beckum
- Bockenem
- Brakel
- Brandenburg an der Havel
- Braunschweig
- Breckerfeld
- Bremen
- Brilon
- Buxtehude
- Demmin
- Dinslaken[19]
- Dorsten
- Dortmund
- Duderstadt
- Duisburg
- Einbeck
- Emmerich am Rhein
- Frankfurt (Oder)
- Fürstenau
- Gardelegen
- Goslar
- Greifswald
- Gronau (Leine)
- Halle (Saale)
- Haltern am See
- Hamburg
- Hamm
- Hannover
- Haselünne
- Hattingen
- Havelberg
- Helmstedt
- Herford
- Hildesheim
- Höxter
- Kalkar-Grieth
- Kamen
- Kiel
- Köln
- Korbach
- Kyritz
- Lemgo
- Lippstadt
- Lübeck
- Lüneburg
- Lünen
- Magdeburg
- Marienmünster
- Marsberg
- Medebach
- Meppen
- Merseburg
- Minden
- Mühlhausen/Thüringen
- Münster
- Naumburg (Saale)
- Neuenrade
- Neuss
- Nieheim
- Osterburg (Altmark)
- Osterode
- Paderborn
- Perleberg
- Pritzwalk
- Quakenbrück
- Quedlinburg
- Rees
- Rheda-Wiedenbrück
- Rostock
- Rüthen
- Salzwedel
- Schwerte
- Seehausen (Altmark)
- Soest
- Stade
- Stendal
- Stralsund
- Sundern (Sauerland)
- Tangermünde
- Telgte
- Uelzen
- Unna
- Uslar
- Warburg
- Warendorf
- Werben (Elbe)
- Werl
- Werne
- Wesel
- Wipperfürth
- Wismar

Estland
- Narva (Narwa)
- Pärnu (Pernau)
- Tallinn (Reval)
- Tartu (Dorpat)
- Viljandi (Fellin)

Finnland
- Turku/Åbo
- Ulvila/Ulvsby

Frankreich
- La Rochelle

Island
- Hafnarfjörður
- Stykkishólmur

Lettland
- Cēsis (Wenden)
- Koknese (Kokenhusen)
- Kuldīga (Goldingen)
- Limbaži (Lemsal)
- Riga (Riga) - Status gegenwärtig unklar
- Straupe (Roop)
- Valmiera (Wolmar)
- Ventspils (Windau)

Litauen
- Kaunas (Kauen)

Niederlande
- Bolsward
- Deventer
- Doesburg
- Elburg
- Groningen
- Harderwijk
- Hasselt
- Hattem
- Kampen
- Maasbommel
- Oldenzaal
- Ommen
- Rijssen
- Roermond
- Stavoren
- Tiel
- Venlo
- Zaltbommel
- Zutphen
- Zwolle

Norwegen
- Bergen

Polen
- Białogard (Belgard a.d. Persante)
- Braniewo (Braunsberg)
- Chełmno (Culm)
- Darłowo (Rügenwalde)
- Elbląg (Elbing)
- Frombork (Frauenburg)
- Danzig (Danzig)
- Goleniów (Gollnow)
- Kołobrzeg (Kolberg)
- Koszalin (Köslin)
- Krakau (Krakau)
- Kwidzyn (Marienwerder)
- Lębork (Lauenburg i. Pommern)
- Malbork (Marienburg)
- Olsztyn (Allenstein)
- Sławno (Schlawe)
- Słubice (Frankfurt (O.)-Dammvorstadt)
- Słupsk (Stolp)
- Stargard (Stargard i. Pommern)
- Strzelce Opolskie (Groß Strehlitz)
- Toruń (Thorn)
- Breslau (Breslau)

Russland
Seit dem Russischen Überfall auf die Ukraine 2022 sind alle russischen Städte von allen Aktivitäten ausgeschlossen.
- Belosersk (Weißensee)
- Iwangorod (Johannstadt)
- Kaliningrad (Königsberg)
- Kingissepp (Jamburg)
- Porchow
- Pskow (Pleskau)
- Smolensk
- Staraja Russa
- Torschok
- Totma
- Twer
- Weliki Nowgorod (Naugard)
- Weliki Ustjug
- Wologda
- Wyborg
- Wyschni Wolotschok

Schweden
- Kalmar
- Nyköping
- Skanör-Falsterbo
- Visby

Vereinigtes Königreich
- Aberdeen
- Beverley
- Boston
- Edinburgh
- Great Yarmouth
- Ipswich
- King’s Lynn
- Kingston upon Hull